# Pardosa altamontis
Pardosa altamontis este o specie de păianjeni din genul Pardosa, familia Lycosidae, descrisă de Chamberlin și Ivie, 1946. Conform Catalogue of Life specia Pardosa altamontis nu are subspecii cunoscute.